# Technische Universität Graz

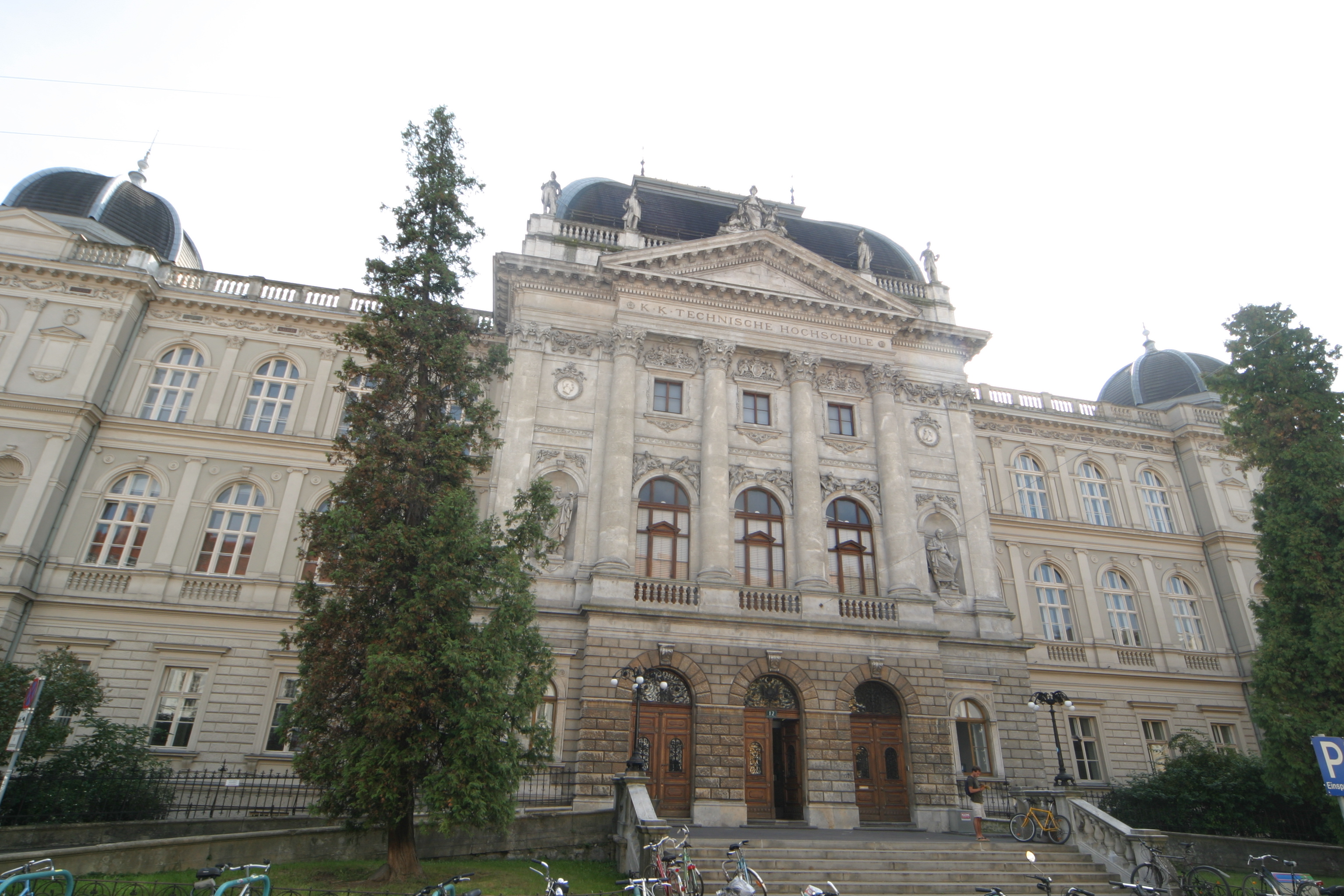
Huvudbyggnaden

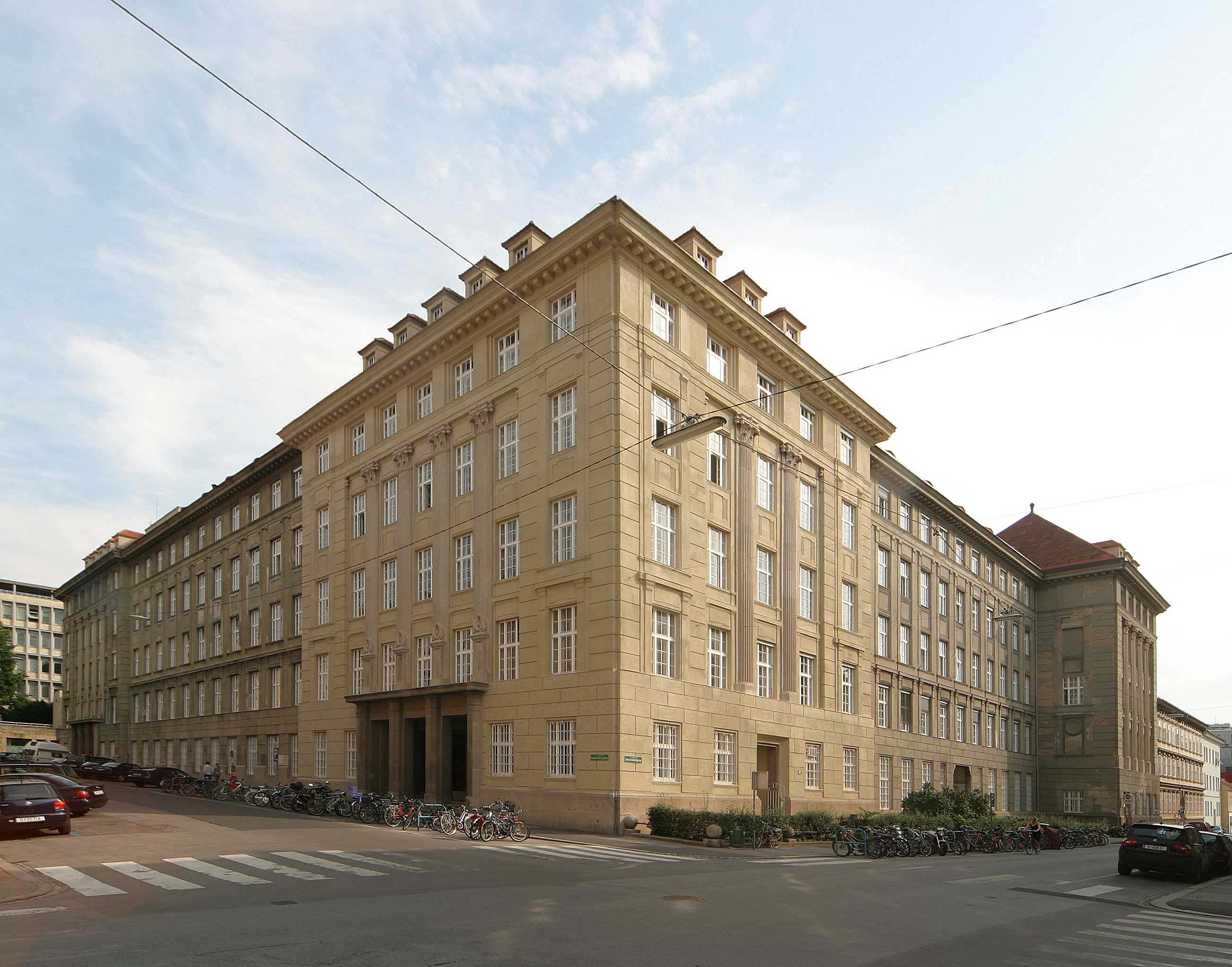
De "nya" lokalerna, 1935

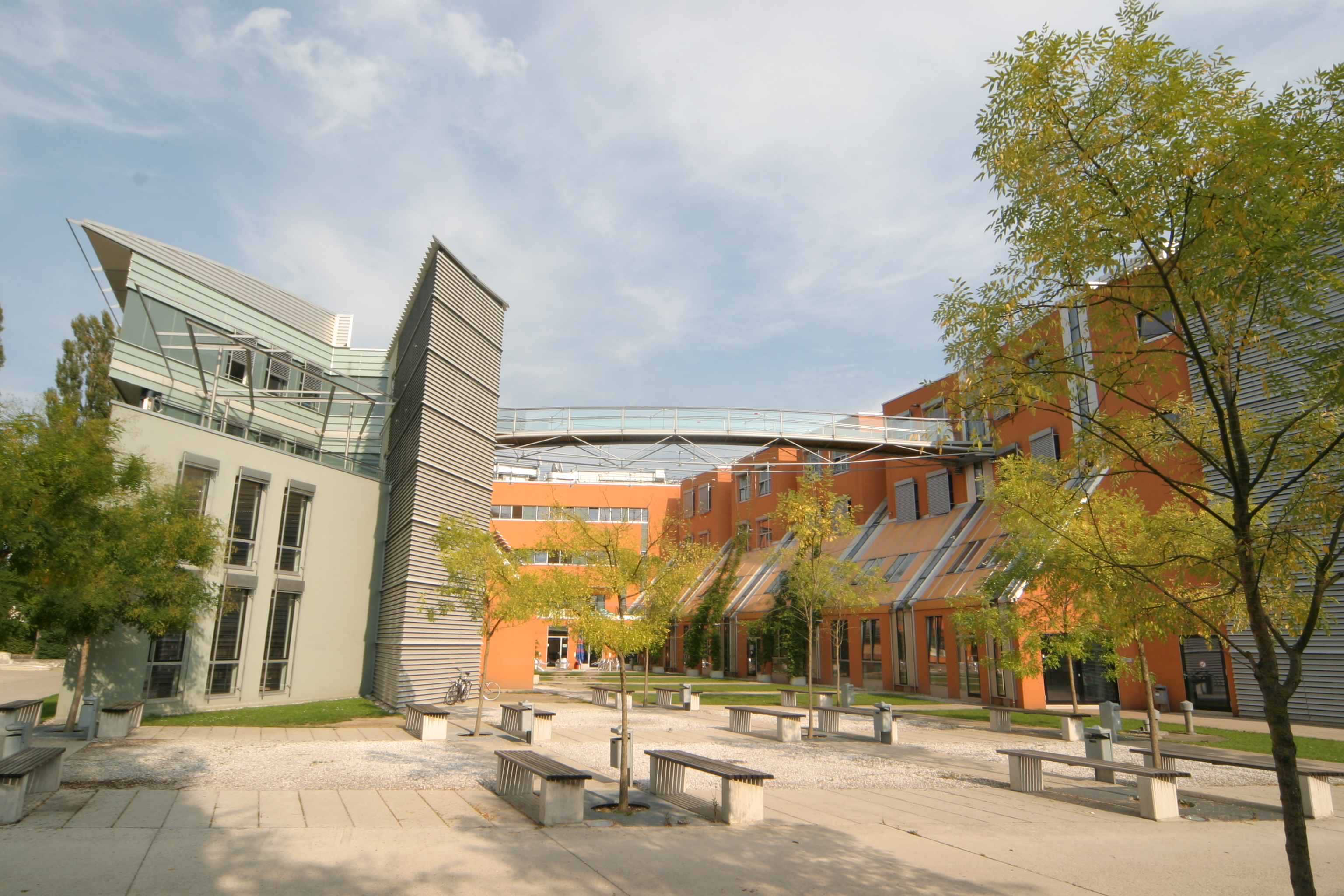
Centrum Inffeldgasse

Tekniska universitetet i Graz (Technische Universität Graz eller Erzherzog-Johann-Universität Graz) är ett tekniskt universitet i Graz i Österrike. Det är ett av fem universitet i delstaten Steiermark och ett av tre tekniska universitet i Österrike. Universitetet är uppkallat efter grundaren av det tekniska läroverket varur universitetet utvecklades, ärkehertig Johann.

## Historia
1811 skänkte ärkehertig Johan av Österrike sina privata naturvetenskapliga samlingar till landet Steiermark med uppdraget ”att underlätta inlärningen och väcka kunskapstörsten”. Till detta ändamål grundades Joanneum, idag Steiermarks största museum, med tillhörande tekniskt läroverk. 1864 omvandlades läroverket till en teknisk högskola.
1874 övertog staten högskolan. 10 år senare började byggnationen av högskolans nya lokaler. Huvudbyggnaden invigdes två år senare. 1901 fick högskolan rätten att utfärda doktorsexamen. Högskolan växte och nya ämnen som t.ex. elektroteknik kom till. Därför bestämde man sig för att bygga ytterligare lokaler på en annan plats i staden. 1935 var de klara. Ett tredje campusområde bildades på 60-talet, när man byggde de första byggnaderna på Inffeldgasse.
1955 övertogs fakultetsindelningen, i början med tre fakultet. 1975 bytte högskolan namn till Technische Universität Graz, året efter antogs binamnet Erzherzog-Johann-Universität.

## Organisation
Universitet består av sju fakulteter:
- fakulteten för arkitektur
- fakulteten för byggingenjörsvetenskap
- fakulteten för elektroteknik och informationsteknik
- fakulteten för maskinteknik och ekonomi
- fakulteten för datavetenskap och biomedicinsk teknik
- fakulteten för matematik, fysik och geodesi
- fakulteten för teknisk kemi, process engineering och bioteknologi

Till detta kommer två självständiga forskningsinstitut och kooperationsprojektet NAWI Graz.